# Eanswith van Folkestone
Sint Eanswith (Oudengels: Ēanswīþ; ca. 630, Kent, Engeland — ca. 650, Folkestone, Engeland), ook bekend als Eanswythe of Eanswide, was een Angelsaksische prinses van het graafschap Kent. Ze is een kleindochter van koning Æthelberht van Kent, net als haar grootvader is zij heilig verklaard. Haar vader was Ealdbald. Eanswith is erkend als heilige, maar is niet opgenomen als martelaar. Haar naamdag valt op 12 september.

## Biografie
Er wordt gezegd dat Eanswith een vroom christen was en dat zij weigerde met een heidense prins, of koning, uit een naburig koninkrijk te trouwen. Eanswith was betrokken bij oprichting van de Priorij van Folkeston. De priorij werd volgens bronnen gesticht in het jaar 630. Dat jaar is dan alleen wel strijdig met de betrokkenheid van de prinses, waardoor sommige mensen vermoeden dat de priorij rond 650 werd gesticht. Voor 650 is er ook vrijwel geen bewijs dat er nonnenkloosters in Engeland waren. De priorij is wel het eerste klooster voor nonnen in Engeland. Door haar vader of broer werd zij aangewezen als abdis. Ze verbleef in het klooster tot aan haar overlijden. Door deze functie verkreeg zij ook grote invloed in de verspreiding van het christendom in het heidense Engeland. Er is een mogelijkheid dat ze aan de builenpest is overleden.
Bij leven zou Eanswith drie wonderen hebben verricht:
1. Ze zou water heuvelop hebben laten stromen. Het gaat hier om een aquaduct dat ogenschijnlijk heuvelop stroomt, het gaat echter om een optische illusie.
2. Er wordt haar ook toegeschreven dat zij een gans, welke was gestolen en opgegeten, weer tot leven zou hebben gewekt.
3. Bij de bouw van een nieuwe kerk bleek een balk te kort. De heidense koning die bij de bouw betrokken was, zou tot zijn goden hebben gebeden, zonder dat de balk langer was geworden. Eanswith zou daarna Christus om hulp gevraagd hebben, waarop de balk begon te groeien en wel lang genoeg werd

### Na haar overlijden
Ook na haar dood verrichtte Eanswith nog een wonder. Haar geest zou een man van zijn huidaandoening, lepra of iets dergelijks, hebben genezen. In een document van de Merciaanse koning Coenwulf uit 799, staat een grensclausule over 'terra sancta Eanswithe'. De grond behoorde toe aan Swingfield en ging later over naar de priorij van Folkestone. Het document is waarschijnlijk een vervalsing, maar de grensclausule lijkt echt te zijn.
Volgens Middeleeuwse bronnen werd Eanswith begraven in haar eigen kapel. Deze kapel raakte in de loop der tijden bedreigd door het afbrokkelende klif waar het boven was gebouwd. De resten van Eanswith werden daarom herbegraven in een speciaal gebouwd altaar in de kloosterkapel. In de 11e eeuw werd de priorij officieel een klooster, waar ook monniken in huisden. Naar aanleiding van de Normandische verovering van Engeland werd er een kasteel rondom het klooster gebouwd. Omdat de monniken vonden dat het seculiere gebouw geen eer deed aan hun gebeden, eisten zij dat er een nieuwe kerk werd gebouwd. Deze werd enkele honderden meters bij het kasteel vandaan gebouwd. De resten van de prinses werden meegenomen naar een nieuwe rustplaats in deze kerk. Later werd op deze plek de huidige dorpskerk gebouwd.
Men dacht dat de resten daar tot de jaren 1530 begraven lagen. Nadat koning Hendrik VIII alle kloosters in Engeland had ontbonden werden de resten van de heilige in allerijl verstopt in de noordelijke muur, vlak bij het altaar. Haar verstopplek raakte daarna in vergetelheid. Haar reliekhouder werd meegenomen door mensen van de overheid, waarna deze waarschijnlijk is gesloopt om de edelstenen en het metaal te verkopen. In 1885 werd de kerk gemoderniseerd. In de muur van het priesteraltaar werd toen een loden kist met menselijke botten gevonden. Men vermoedde meteen dat de resten van Sint Eanswith waren. De veronderstelde reliekhouder werd in 2017 onderzocht door archeologen van de Canterbury Archaeological Trust. Zij hebben bewijs gevonden dat de resten mogelijk van Sint Eanswith zijn. Het team heeft ontdekt dat de kist rond de 8e eeuw gemaakt is. De menselijke resten blijken zeer waarschijnlijk van een vrouw van tussen de 17 en 20 te zijn en zij leefde in het midden van de 7e eeuw. Ook vertonen de botten geen tekenen van ondervoeding en zwaar arbeid. De archeologen stellen dat het daarmee vrijwel zeker is dat het om Eanswith gaat. De datering van de botten is door middel van C14-datering vastgesteld. Isotopisch onderzoek zal uit kunnen wijzen waar zij is opgegroeid en wat ze zoal gegeten heeft. Mogelijk zijn het ook de oudste bekende resten van een voorouder van koningin Elizabeth II. Daarmee zijn het ook de oudste bekende resten van een lid van het koninklijk huis van Kent en van een Anglosakische heilige.

Omdat Eanswith heilig werd verklaard voordat er onderzoek werd gedaan naar de geloofwaardigheid van de claims, is er geen datum of paus bekend van haar heiligverklaring. Ze wordt meestal afgebeeld als een non met een kroon op haar hoofd en ze houdt een kerk of een vis vast.

## Kerken
Naast de kerk die de priorij in Folkestone op heeft gevolgd, zijn er nog drie kerken naar Eanswith vernoemd:
- St Eanswith's Church, Brenzett, in het Engelse Kent
- St Eanswythe's Church, Altona, in het Australische Victoria
- St Eanswythe's Mission Church, Tonbridge

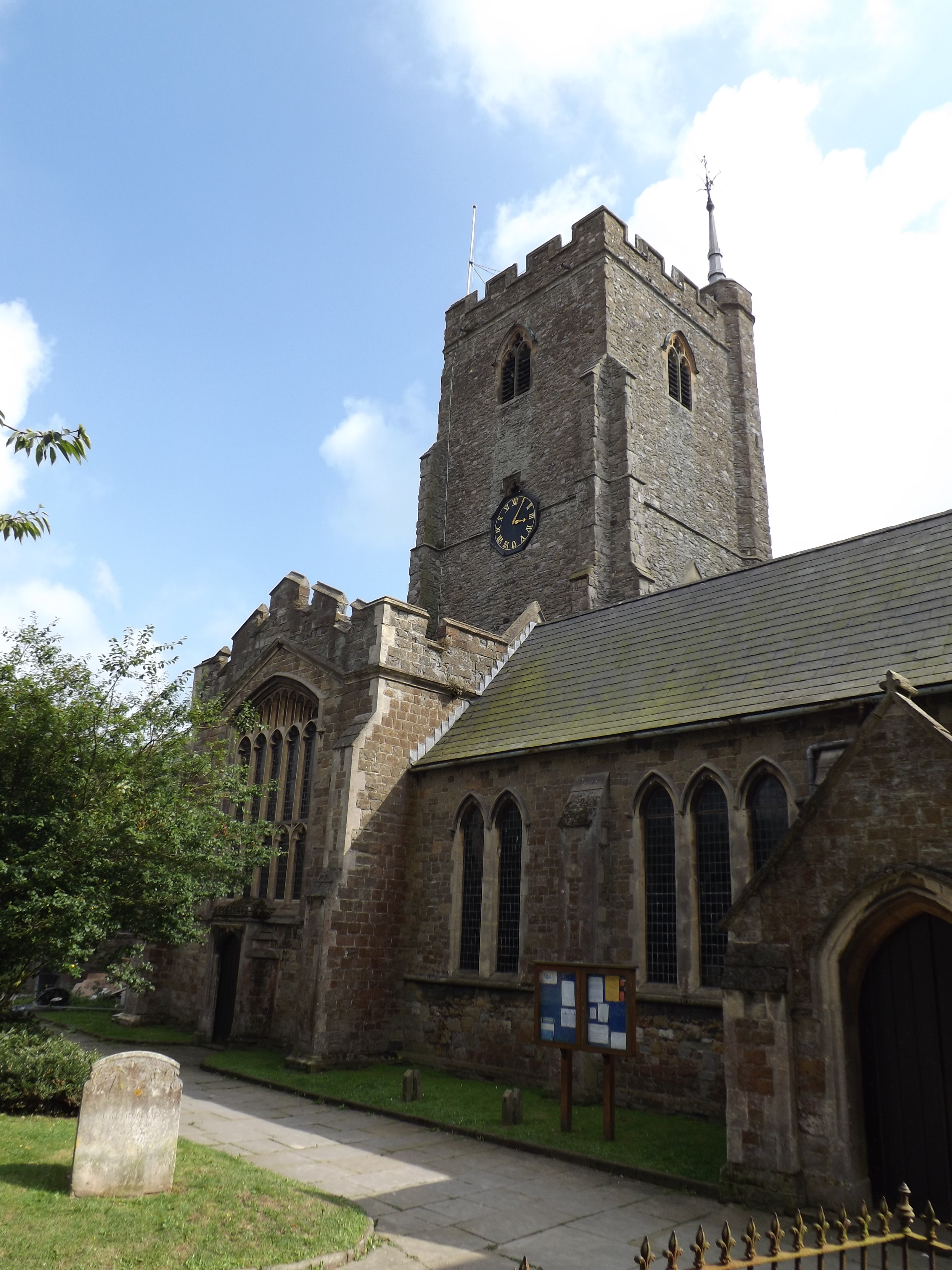
De St Mary and St Eanswythe’s Church, Folkestone
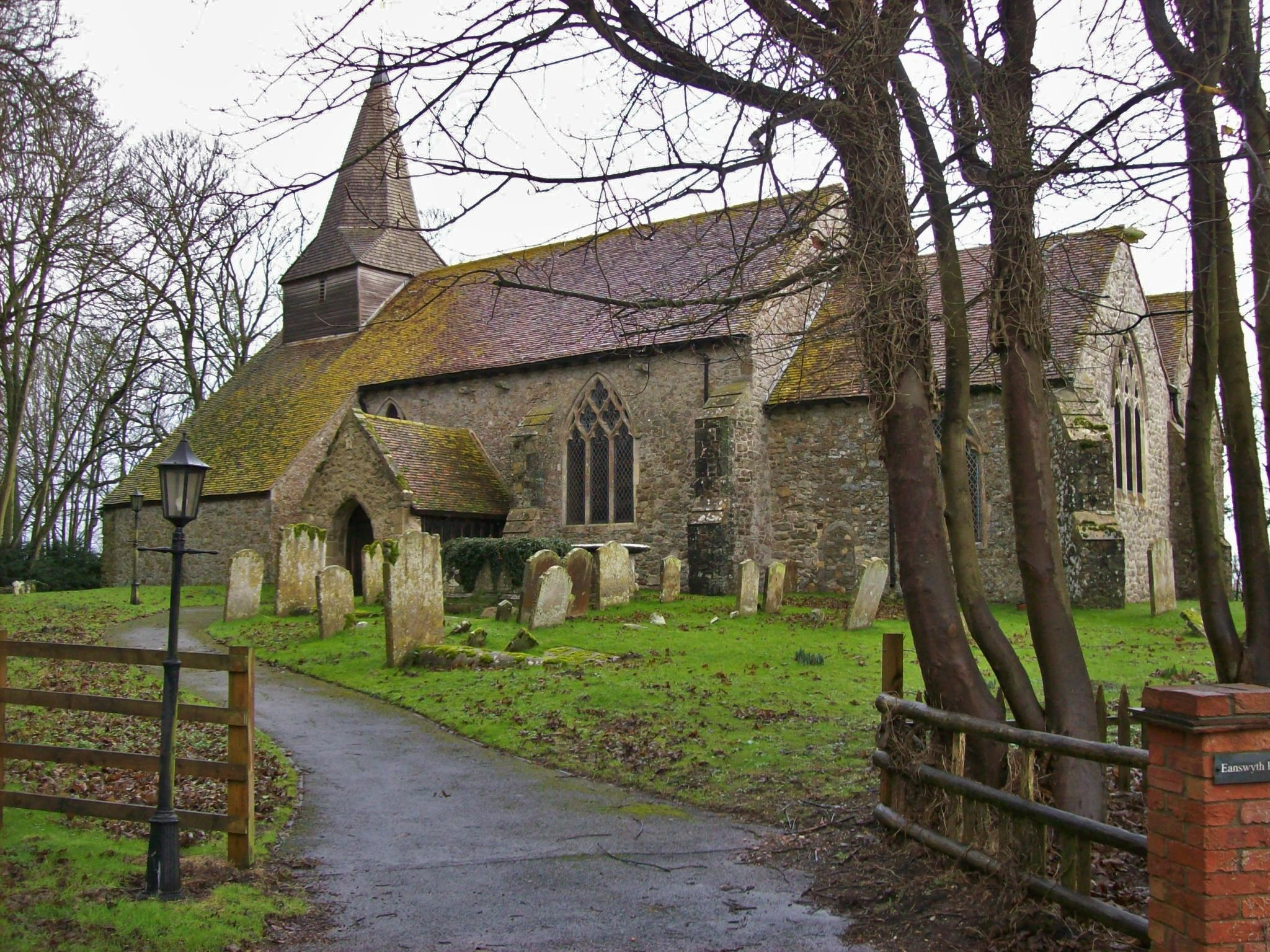
St. Eanswith's Church in Brenzett
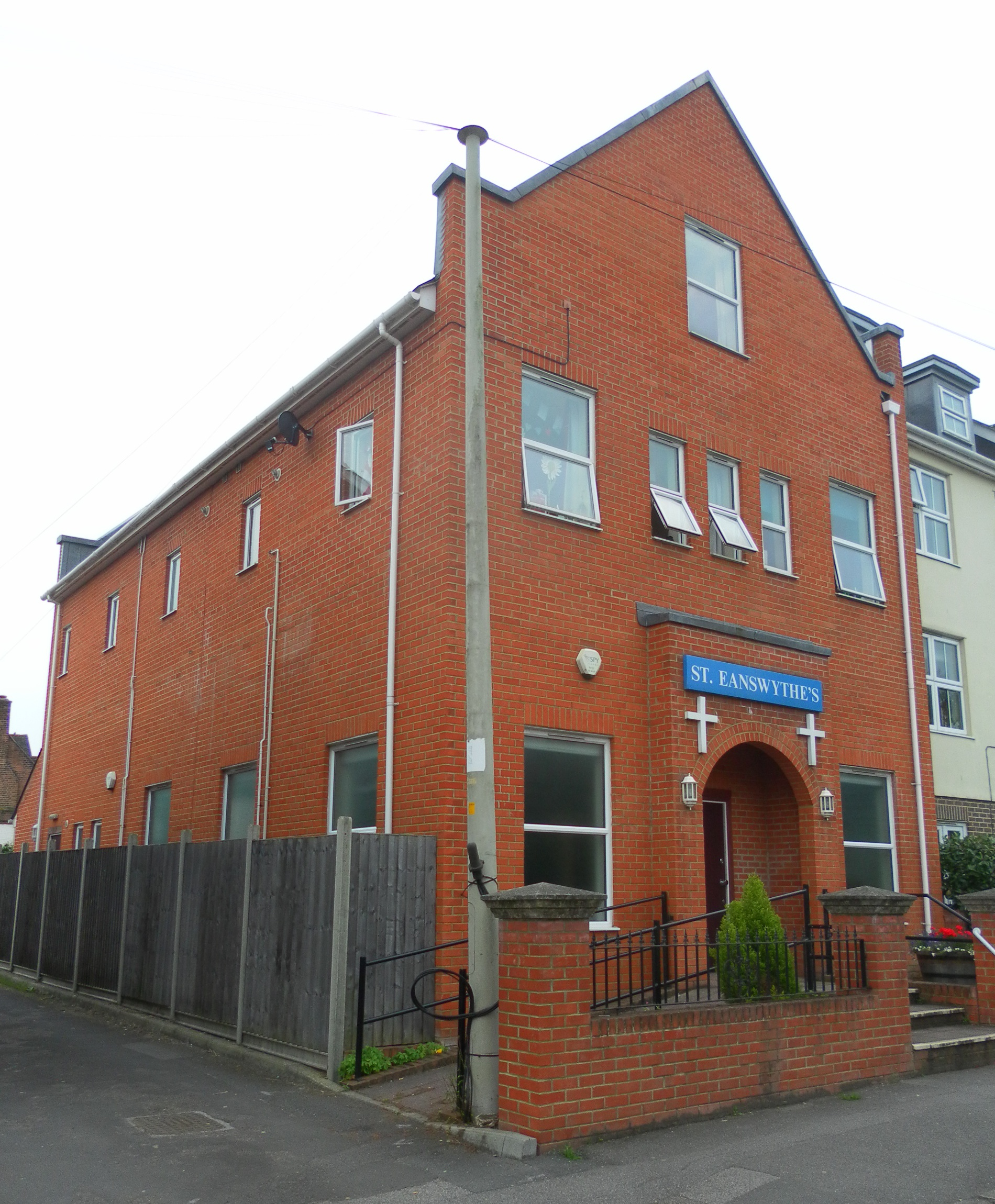
St Eanswythe's Mission Church, Tonbridge